# Simone Guarany
Simone Guarany (Roma, 29 marzo 1990) è un attore italiano.

## Biografia

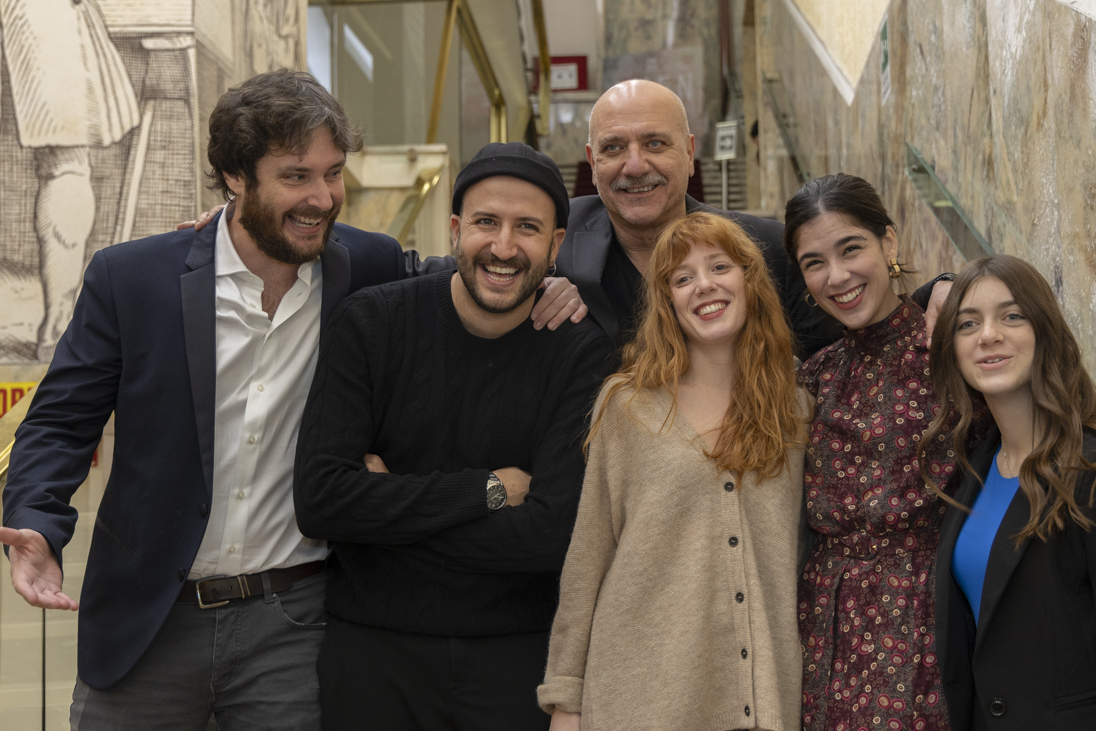
Simone Guarany, Andrea Baroni e il cast di Amen al 41° TFF.

Nato e cresciuto a Roma. Ha iniziato a studiare recitazione dopo il liceo. Il suo esordio sul grande schermo è avvenuto nel 2015 con il film 4021.
Nel 2019 si è trasferito a Los Angeles per perfezionarsi in recitazione presso la NewYork Film Academy (NYFA). Nello stesso anno ha preso parte alle riprese di numerosi cortometraggi girati nella contea di LA tra cui Paintend Survival che riscuoterà numerosi premi.
Porta in scena lo spettacolo Il Sistema di Edoardo Sylos Labini, per denunciare la malagiustizia italiana, in particolare la corruzione della magistratura legata al caso di Luca Palamara. Lo spettacolo è tratto dall'omonimo libro Il sistema di Alessandro Sallusti e Luca Palamara.
Nel 2022 ha esordito come autore in teatro portando in scena "Caso, mai - L'imprevedibile virtù della dignità" per la regia di Simone Guarany e Licia Amendola. Lo spettacolo ha riscosso un enorme successo di critica e pubblico, ed è stato successivamente prodotto dalla compagnia degli Ipocriti di Melina Balsamo per la direzione artistica di Pierfrancesco Favino.

## Filmografia

### Cinema
- 4021, regia di Viviana Lentini (2015)
- Bangla, regia di Phaim Bhuiyan (2018)
- Il Regno, regia di Francesco Fanuele (2018)
- War - La guerra desiderata, regia di Gianni Zanasi (2022)
- Amen, regia di Andrea Baroni (2023)

### Televisione
- Reparto Paternità, regia di Claudio Bozzatello (2016)
- Il santone, regia di Laura Moscardin (2021)
- A casa tutti bene, 2ª stagione, regia di Gabriele Muccino (2022)

### Teatro
- La casa vittoriana degli spettri, regia di Viviana Lentini
- Pietre di Carta, regia di Saverio Di Giorgio
- L'ultimo italiano sulla terra, regia di Cristina De Lucia
- Vite Parallele regia di Antonio Nobili
- Riccardo III, regia di Riccardo Merlini
- Il Sistema, regia di Edoardo Sylos Labini
- Caso, mai - L'imprevedibile virtù della dignità, regia di Licia Amendola e Simone Guarany
- Conversazioni dopo un funerale di Yasmina Reza - Regia di Filippo Gentile
- Petricore[7] - Regia Licia Amendola

### Regista
- Nonostante tutto (cortometraggio) - Regia Simone Guarany